# مولین، کورنوال
مولین (به انگلیسی: Mullion) یک روستا و محله مدنی در بریتانیا است که در کورنوال واقع شده‌است. مولین ۲٬۱۱۴ نفر جمعیت دارد.